# Panola County (Mississippi)
Panola County is een county in de Amerikaanse staat Mississippi.
De county heeft een landoppervlakte van 1.772 km² en telt 34.274 inwoners (volkstelling 2000). De hoofdplaats is Batesville.

## Bevolkingsontwikkeling

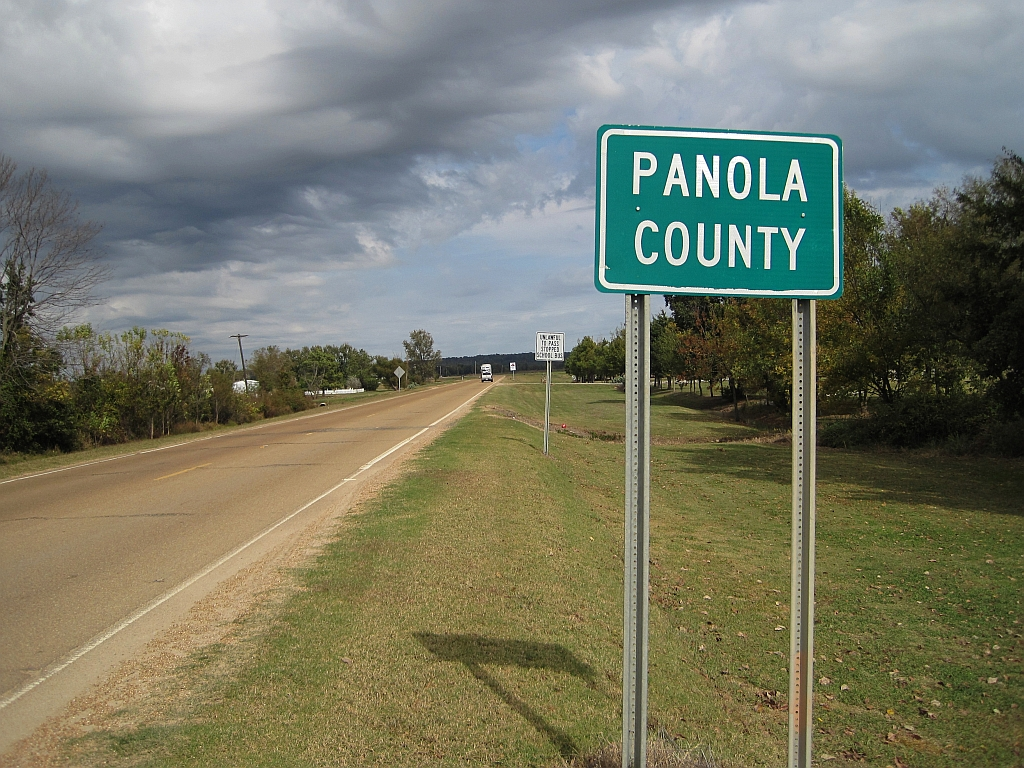
Panola County